# Gustav Julius
Wilhelm Emil Gustav Julius (geboren am 8. Oktober 1810 in Berlin; gestorben am 18. Juli 1851 in London) war Schriftsteller, ein deutscher Journalist, Demokrat und Revolutionär 1848/49.

## Leben und Wirken
Gustav Julius war der Sohn des jüdischen Lederhändlers Barthold Julius und dessen Frau Friederike, geb. Sachs. Er hatte drei Schwestern: Johanna, Wilhelmine und Friederike Mathilde Pauline. Der Vater trat 1826, die Töchter 1833 bzw. 1829 zum evangelischen Glauben über. Gustav Julius wurde 1828 in der Nikolaikirche getauft. Vom Herbst 1826 bis April 1829 besuchte er das Gymnasium zum Grauen Kloster. Von Ostern 1829 bis November 1832 studierte er Theologie an der Friedrich-Wilhelms-Universität in Berlin. Bei August Neander hörte er u. a. Kirchengeschichte. Einer seiner Kommilitonen war Karl Gutzkow. Daneben besuchte er Vorlesungen bei Christian Ludwig Ideler, Georg Wilhelm Friedrich Hegel, Carl Ritter und Friedrich Schleiermacher. Von 1834 bis 1837 war er Privatlehrer von vier Kindern des preußischen Obersten und Gutsbesitzers Wilhelm von Thümen. In den folgenden Jahren hielt er sich in Italien auf, um seine Gesundheit wiederherzustellen.
Seine erste Buchveröffentlichung war die Übersetzung Der afrikanische Sklavenhandel und seine Abhülfe, eine Arbeit, die seine politischen Überzeugungen prägte. In seiner Schrift „Ueber die Hebung des kirchlichen Lebens in der protestantischen Kirche“ kam er zu dem Schluss, dass der Glaube nur durch Freiheit und ohne Zwang erhalten werden kann. Im April 1842 bat Heinrich Brockhaus Gustav Julius, die Leitung der Leipziger Allgemeinen Zeitung ab November 1842 zu übernehmen. In dieser Zeitung wurde Johann Jacoby verteidigt. Julius veröffentlichte unter anderem Korrespondenzen von Ludwig Buhl. Aus der Beobachtung der politischen Umstände zog er den Schluss: „Soviel ist sicher: Keine Regierung, die gegen die Presse regiert, kann Vertrauen erwecken“. Überdies veröffentlichte er den Brief von Georg Herwegh an den preußischen König. Am 25. Dezember 1842 wurde die Zeitung für Preußen verboten. Karl Marx reagierte mit dem Artikel Das Verbot der L. A. Z. für den preußischen Staat in der Rheinischen Zeitung. Der Vorschlag von Julius an Brockhaus, im Blatt noch entschiedener Opposition zu machen, lehnte Brockhaus ab. Julius kündigte daraufhin bei der Zeitung und verfasste im Februar 1843 seine Verteidigungsschrift. Der Verleger Otto Wigand unterstützte Julius durch die Vergabe von Übersetzungen von George Sand und Rousseau sowie durch die Veröffentlichung von zahlreichen Artikeln in Wigands Vierteljahresschrift.
Ignaz Kuranda, der Herausgeber der Zeitschrift Die Grenzboten, setzte Julius 1845 kurzzeitig als leitenden Redakteur der Zeitschrift ein. Ein vielbeachteter Artikel Zur Bankfrage erschien Anfang 1846 in der offiziösen Allgemeinen Preußischen Zeitung. Julius’ Schriften über die preußische Seehandlungsgesellschaft und das Bankwesen erregten die Aufmerksamkeit des Leiters der preußischen Seehandlungsgesellschaft Christian von Rother, weil Julius darin die Wirtschaftspolitik der preußischen Regierung gegen die Kritik des liberalen Bürgertums verteidigte. So stieß Gustav Julius auf positives Interesse, eine neue Tageszeitung in Berlin zu gründen. Er erklärte im März 1846, er beabsichtige „kein Unterwühlen der bestehenden Verfassung“ und sei „weder konstitutionell, noch Republikaner, noch Sozialist, noch sonst was.“ Julius erhielt so eine Genehmigung zur Herausgabe der Berliner Zeitungs-Halle. Abendzeitung und von der Regierung für die Gründung der Zeitung 20.000 Taler als Darlehen. Verbunden mit dem Erscheinen der Zeitung wurden Leseräume im Oktober 1846 eröffnet. Die finanzielle Abhängigkeit von der Regierung war schon damals den Zeitgenossen bekannt. Für die Zeitungs-Halle wurde auch in der überregionalen Presse (z. B. in der Augsburger Allgemeinen Zeitung) geworben. Die Lokalität galt im Vormärz als „Hauptquartier der Wortführer aller oppositionellen Parteien in Berlin“ und war „nicht nur der Lese-, sondern auch der Sprech- und Diskutiersaal derselben“.
Am 13. August 1847 veröffentlichte Julius Ludwik Mierosławskis Rede gehalten vor dem Criminal-Senat des Kammergerichts zu Berlin in der Zeitungs-Halle. Ein Höhepunkt, der zu freierer Berichterstattung Anlass gab, war der Polenprozess gegen 254 Angeklagte. Für Julius war Polen nicht verloren. Er verteidigte vielmehr die Grundrechte der Angeklagten und das Recht der Polen auf einen eigenen Staat.
Am 1. März 1848 unterrichtete die Zeitungs-Halle ihre Leser von der Februarrevolution in Paris und über die Forderungen des Volkes nach Redefreiheit, Pressefreiheit, Freiheit der Petitionen und Koalitionsfreiheit. Von nun an wurde täglich über den Fortgang der revolutionären Ereignisse in Deutschland berichtet. Zu den Autoren der Zeitung zählten u. a. Karl Ludwig Bernays, Georg Jung, Theodor Fontane, Hermann Maron. Julius war maßgeblich an der Versammlung In den Zelten vom 7. März 1848 beteiligt, die eine Petition an den König vorbereitete. Am 18. März, als das Feuer auf die unbewaffnete Menschenmenge auf dem Berliner Schlossplatz eröffnet wurde, war Julius anwesend. Auch vor dem Haus der Zeitungs-Halle (Oberwallstraße 12/13) wurde eine Barrikade errichtet. Das Militär erschoss zwei Angestellte und eine Magd, die aus dem Fenster geschaut hatte.
Julius selbst war nicht aktiv oder bewaffnet tätig. Am 22. März schrieb er in der Berliner Zeitungs-Halle, das preußische Soldatentum müsse „ausgerottet, ganz vertilgt“ werden; „jeder volljährige Mann“ solle „Wähler und wählbar“ sein und ein „Ministerium für die Untersuchung und Regelung der Arbeitsverhältnisse“ sei zu gründen. Ab dem 24. März 1848 wurde dem Titel der Zeitung das Motto „Alles für das Volk – Alles durch das Volk“ hinzugefügt. Am 6. April veröffentlichte die Zeitungs-Halle die „17 Forderungen der Kommunistischen Partei in Deutschland“ des Bundes der Kommunisten. Am 4. Juni 1848 demonstrierte Julius mit zehntausenden Berlinern auf dem Schloßplatz, wo die Opfer vom 18. März aufgebahrt waren. Er trug eine Fahne mit der Aufschrift Freie Presse. Die Ernennung des Generals von Wrangel zum Oberbefehlshaber der Truppen, die Ernennung des Generals von Pfuel bezeichnete Julius als „Projekt eines blutigen Staatsstreiches“. Daraufhin sollte Julius verhaftet werden wegen Majestätsbeleidigung und Erregung von Missvergnügen. Julius war seitdem auf der Flucht. Um den 27. April 1849 schrieb er aus Köthen an Karl Marx. "Indessen, das ist nicht verwunderlich, ..., unter den Bajonetten in Berlin und unter dem Druck dieser Rechten, dieser Junker- und Beamten-Masse und dieser Demokratie a la Kirchmann und a la Nationalzeitung Kammer zu spielen!". Sie hatten sich bei Marx’ Berlinbesuch im August 1848 persönlich kennen gelernt.
Im Mai 1849 floh Julius nach London. Dort versuchte er, durch Zeitungskorrespondenzen seinen Lebensunterhalt zu sichern. Gemeinsam mit Marx besuchte er die reichhaltige Bibliothek im Britischen Museum. Am 1. März 1850 wurde er in Abwesenheit zu einem Jahr Gefängnis und zum Verlust der Nationalkokarde verurteilt. Am 18. Juli 1851 starb er an einem chronischen Halsleiden. Am 24. Juli wurde Gustav Julius auf dem Friedhof der deutsch-protestantischen Kirche Savoy in London beigesetzt. Gottfried Kinkel, Julius Faucher und Isidor Gerstenberg sprachen an seinem Grab; auch Ferdinand Freiligrath und Karl Marx waren anwesend.

## Veröffentlichungen

### Selbständige Veröffentlichungen
- Ueber die Hebung des kirchlichen Lebens in der protestantischen Kirche. Eine kirchenrechtliche und praktische Erörterung. Leipzig. F. A. Brockhaus, Leipzig 1842. MDZ Reder
- Vertheidigung der Leipziger Allgemeinen Zeitung. Friedrich Otto, Braunschweig 1843. MDZ Reader
- Die Königl. Preuß. Seehandlung und das bürgerliche Gewerbsvorrecht. Otto Wigand, Leipzig 1845. MDZ Reader
- Sylvester Jordan's Leben und Leiden. Nach seinen eigenen Schriften und einigen anderen Quellen. Mit Jordan's Portrait. Geschildert von Ferdinand Trinks und Gustav Julius. C. W. B. Naumburg, Leipzig 1845 Digitalisat
- Die Jesuiten. Geschichte der Gründung, Ausbreitung und Entwickelung, Verfassung und Wirksamkeit der Gesellschaft Jesu.
  - Erster Band. C. W. B. Naumburg, Leipzig 1845 MDZ Reader
  - Zweiter Band. Julius Meißner, Leipzig 1854. MDZ Reader
  - Dritter Band. Julius Meißner, Leipzig 1854. MDZ Reader
- Bankwesen, ein neues Gespenst in Deutschland. Otto Wigand, Leipzig 1846. MDZ Reader
- Die Bankbewegungen in Deutschland, Fortsetzung der Flugschrift Spuk des Bankgespenstes. L. Fernbach jun. Leipzig 1846.
  - Erstes Heft. MDZ Reader
  - Zweites Heft. MDZ Reader
- Die jüngste Polen-Verschwörung und der Polen-Proceß. Berendsohn, Hamburg 1848. Digitalisat
- Der Polenprozeß. Prozeß der von dem Staatsanwalte bei dem Königlichen Kammergerichte als Betheiligte, bei dem Unternehmen zur Wiederherstellung eines Polnischen Staates in den Grenzen von 1772, wegen Hochverraths angeklagten 254 Polen (in erster Instanz) verhandelt im Gebäude des Staatsgefängnisses in Berlin. Hrsg. von Gustav Julius. Hayn, Berlin 1848. Digitalisat
- Die Steuerverweigerung in Preußen. Verlag von Paul Schettler, Cöthen 1848.

### Wigands Vierteljahresschrift
- Der Paulus-Schellingsche Streit. Digitalisat
- Tugend und Gottseligkeit. Digitalisat
- Der Streit der sichtbaren mit der unsichtbaren Menschenkirche oder Kritik der Kritik der kritischen Kritik. Digitalisat[29]
- Todesstrafe und Strafe überhaupt. Digitalisat
- Bruno Bauer und die Judenfrage. MDZ Reader
- Zur Ableitung der modernen Rechts- und Staatsprincipien. Digitalisat
- Theorie und Praxis. Digitalisat
- It works well. MDZ Reader
- Die Religion des Herzens. Digitalisat
- Herr Hinrichs und die moderne Kritik. MDZ Reader

### Die Grenzboten
- Jesuiten. Digitalisat
- Arm und Reich. Digitalisat
- Arnold Ruge. Digitalisat

### Berliner Zeitungs-Halle
- Einladung zum Abonnement der Berliner Zeitungs-Halle. Draeger, Berlin 1846.
- Berliner Zeitungs-Halle. Alles für das Volk, alles durch das Volk. Redakteure: Gustav Julius, Adolf Wolff. Draeger, Berlin 1846 bis 1849.[30]
- Extra-Beilage zur Berliner Zeitungs-Halle vom 23. März 1848.Wissenschaftliche Sammlungen der Humboldt-Universität zu Berlin online
- Flugblatt von Gustav Julius vom 23. März 1848.Wissenschaftliche Sammlungen der Humboldt-Universität zu Berlin online

### Übersetzungen
- Thomas Fowell Buxton: Der afrikanische Sklavenhandel und seine Abhülfe. Aus dem Englischen übersetzt von G. Julius. Mit einer Vorrede: Die Nigerexpedition und ihre Bestimmung von Carl Ritter. F. A. Brockhaus, Leipzig 1841. Digitalisat
- George Sand. Consuelo. Deutsch von G. Julius. Otto Wigand, Leipzig
  - Erster Theil. 1843. MDZ Reader
  - Zweiter Theil. 1845. MDZ Reader
  - Dritter Theil. 1845. MDZ Reader
  - Vierter Theil. 1845. MDZ Reader
  - Fünfter Theil. 1845. MDZ Reader
  - Sechster Theil. 1845. MDZ Reader
  - Siebenter Theil. 1845. MDZ Reader
  - Achter Theil. 1845. MDZ Reader
  - Neunter Theil. 1845. MDZ Reader
- Jean-Jacques Rousseau: Die neue Heloise. Deutsch von G. Julius. Wigand 1843; 2. Aufl. 1859 Digitalisat; 3. Aufl. 1877.
- Über den liturgischen Gebrauch der lateinischen Sprache in der Römisch-Katholischen Kirche mit besonderer Beziehung auf Ungarn. Aus dem Lateinischen übersetzt mit Anmerkungen von G. Julius. Otto Wigand, Leipzig 1845.